# 清岡純子
清岡 純子 （きよおか すみこ、1921年（大正10年）6月22日 - 1991年（平成3年）10月17日）は、日本の写真家。少女ヌード作品で知られる。

## 生涯
1921年に子爵である清岡長言の三女（五人兄妹の末っ子）として京都府京都市に生まれる。京都の名門華族・清岡家は菅原道真の子孫で、長言は貴族院議員で大正天皇侍従職。また、母親の峯子も子爵家である唐橋家の出で、こちらも遡ると菅原家を祖とする同族である。清岡家はいわゆる五条庶流、五条為康の次男・長時を祖にする。家格は半家・新家。家業は書道。唐橋家は高辻同祖、菅原定義の子・在良を祖とし、家格は半家・旧家。家業は儒道であった。
1948年に京都の新日本新聞社・キネマ画報社に勤務し、報道写真家としてのキャリアをスタートする。1957年に新歌舞伎座に転職するも、職務内容や芸能界の雰囲気に馴染めず、3年余りで退社。1965年に上京し、フリーのカメラマンになる。
1977年『聖少女』を皮切りに、1983年まで年刊で「聖少女」シリーズを出版。特に1983年『私は「まゆ」13歳』の大ヒットによって、少女ヌード写真の第一人者としての地位を盤石にした。その背景には、次のような独特のポリシーが存在している。「私個人としては少女は好きな事、ないんです。ただ写真の素材として美しいと思うから撮ってるんでね」「大人の女にはない清純さと思ったものをありのまま撮りたいと思ってるんですよ」「恥じらいながらもその中からにじみ出てくるようなものってのが、いいんですね」「”はにかみの色気”みたいなもんを表現出来たら一番ええと思いますけどね」「自然にかわいらしくきれいにって言うのが一番大切やとおもいます」。
巷間の人気を追い風に、1981年『白薔薇園』（季刊）、1983年『プチ・トマト』（月刊）の発刊へと踏み出す。ただし本人も述懐するように、このころから「粗製濫造と言うか儲け主義と言うか、ええかげんな事になってしもて。あと［…］露出度やらなんやらがだんだんエスカレートしたり」していった。結局、『プチ・トマト』42号が摘発を受け、43号の発売前に廃刊。以降はワレメを出さないという契約のもと、雑誌『フレッシュ・プチトマト』を創刊する。
1982年『舞妓・姉妹』を皮切りに『セーラー服物語』等のビデオ作品も手がけるようになるが、本人は「ビデオはひとに自慢できる様なものは一つもありません」と断言している。
受賞歴は次のとおり。1971年「世界写真展」（西ドイツ）、1974年「ビーナス’ 74展」(ポーランド；日本人初)、1980年「国際写真年80」（ポーランド）。
なお、清岡の功績は少女ヌード写真家としてのものに限らない。日本におけるレズビアン活動の先駆者として1968年『女と女』や1971年『レスビアンラブ入門』を出版。また作家としては1971年『昭栄尼抄』、1973年『日蓮女優』、1981年『妖花輪舞』などの作品があり、『日蓮女優』は日本の作家クラブ賞を受賞している。

## 評価
没後、功績をまとめた遺作集が数社から刊行されたが、1999年に「児童買春、児童ポルノに係る行為等の処罰及び児童の保護等に関する法律」の施行に併せて、出版元はこれらの書籍を絶版にした。
2005年春、国立国会図書館蔵書の「清岡純子写真集 Best Selection!」が児童ポルノ認定を受け、閲覧不可となる。
斉田石也は、「プチトマトが田舎の小さな書店に並べられたことにより、今度はロリコンの存在がクローズアップされ過ぎ、世論の反発を買ったと言う意味でのマイナス面にも目をつぶることはできない」と評している。

## 主な作品
- 大阪城(清文堂出版)
- 『尼寺』毎日新聞社、1967年4月25日。全国書誌番号:67004143NDLJP:2991216。
- 女と女　レスビアンの世界(浪速書房) 1968年 全国書誌番号:68001368
- 告白(駿河台書房) 1969年9月
- ナツコとシルビア (双葉社) 1970年 全国書誌番号:75084838
- 昭栄尼抄　尼寺(秘)物語 (日本文華社) 1970年 全国書誌番号:75063737
- レスビアンラブ入門　心に愛を唇に乳房を 写真(池田書店)1971年 全国書誌番号:75087642
- 日蓮女優(日本文華社)1973年 全国書誌番号:75069515
- 人形　門跡尼寺秘蔵(駸々堂出版)1973年 全国書誌番号:75041200
- 禁断の魔女(綜合図書)1973年 全国書誌番号:75083477
- 門跡尼寺秘蔵　人形(駸々堂出版)  1974年
- セルフ・ラブ　おんなとおんなの聖書(綜合図書)1974年 全国書誌番号:75064716
- 聖少女 （フジアート出版）1977年10月 全国書誌番号:77026872
- 野菊のような少女 聖少女パート2 （フジアート出版）1979年4月
- 犬と少女 聖少女パート3  （フジアート出版）1980年3月
- ああ・少女 （清岡純子企画室）1980年5月
- 御所人形（角川書店）1981年3月 全国書誌番号:81021667
- 舞・少女 聖少女パート4  （フジアート出版）1981年3月
- 白薔薇園1 （大塚カラー出版）1981年4月
- 白薔薇園2 （大塚カラー出版）1981年7月
- 白薔薇園3 （大塚カラー出版）1981年10月
- 清岡純子の少女写真術 舞う少女 （ダイナミックセラーズ）1981年10月
- 『櫛玉手箱』文化出版局、1981年12月20日。全国書誌番号:82011114NDLJP:12169013。
- 白薔薇園4 （大塚カラー出版）1982年1月
- 清岡純子の少女写真館 少女の詩 （ダイナミックセラーズ）1982年1月
- 潮風の少女 聖少女パート5 （フジアート出版）1982年2月
- 舞う少女　清岡純子の少女写真術（ダイナミックセラーズ）1982年4月 全国書誌番号:82047236
- 白薔薇園5 （大塚カラー出版）1982年6月
- 愛奴の滴り（日本文華社）1982年8月 全国書誌番号:82055639
- 潮風の少女　聖少女パート5（フジアート出版）1982年9月 全国書誌番号:4828902910
- リマの少女 聖少女パート6 （フジアート出版）1983年7月
- いたずら天使 （辰巳出版）1983年7月
- プチ・レディー （ダイナミックセラーズ）1983年7月
- 私は「まゆ」13歳 （フジアート出版）1983年9月
- 聖少女は今 （フジアート出版）1983年11月
- 祇園の舞妓（フジアート出版）1985年2月 全国書誌番号:85055135
- 大地真央　ブリリアント・トップスター（フジアート出版）1985年2月 全国書誌番号:85055135
- 大地真央―ブリリアント・トップスター （きよおか企画）1985年7月 全国書誌番号:85062993
- マイ・ラブリー （ダイナミックセラーズ）1985年9月
- プチ・フレッシュ （ダイナミックセラーズ）1986年9月
- 天使のひみつ （辰巳出版）1988年11月
- 潮風の少女（平成版） （フジアート出版）1991年10月
- 清岡純子写真集 （辰巳出版）1992年10月
- 清岡純子作品集 （辰巳出版）1993年3月
- 愛蔵版清岡純子写真集 （綜合図書）1998年11月